# Miloš Vančo
Miloš Vančo (4. září 1884Turčiansky Svätý Martin – 22. ledna 1970 Bratislava) byl československý politik, poslanec Národního shromáždění republiky Československé za Autonomistický blok a ministr spravedlnosti autonomní slovenské vlády.

## Biografie
Po parlamentních volbách v roce 1935 získal mandát v Národním shromáždění za Hlinkovu slovenskou ľudovou stranu. Mandát ale nabyl až dodatečně, v listopadu 1938, jako náhradník poté, co zemřel poslanec Andrej Hlinka. Byl zvolen na kandidátní listině Autonomistického bloku, který utvořilo několik politických stran, zejména Hlinkova slovenská ľudová strana. Vančo sám ale patřil v rámci Autonomistického bloku do Slovenské národní strany. V době, kdy vstupoval do parlamentu, ovšem již v důsledku vývoje po přijetí Mnichovské dohody téměř všechny slovenské strany splynuly do jedné vládnoucí strany Hlinkova slovenská ľudová strana - Strana slovenskej národnej jednoty. Poslanecké křeslo si oficiálně podržel do 21. března 1939. Povoláním byl advokát. Podle údajů z roku 1935 bydlel v Turčianském Svätém Martinovi.
V prosinci 1938 byl zvolen ve volbách do Sněmu Slovenskej krajiny. Angažoval se rovněž v autonomní vládě Slovenska. V letech 1938–1939 zastával v druhé vládě Jozefa Tisa a třetí vládě Jozefa Tisa post ministra spravedlnosti, dokud nebyla tato vláda 9. března 1939 sesazena v rámci tzv. Homolova puče. Politicky se angažoval i v období Slovenského státu.